# Brabantse Wal
Brabantse Wal este o arie protejată (arie de protecție specială avifaunistică — SPA) din Țările de Jos întinsă pe o suprafață de 4.824 ha, integral pe uscat.

## Localizare
Centrul sitului Brabantse Wal este situat la coordonatele 51°25′25″N 4°21′44″E / 51.4237°N 4.3622°E.

## Înființare
Situl Brabantse Wal a fost declarat arie de protecție specială avifaunistică în martie 2000 pentru a proteja 6 specii de animale.

## Biodiversitate
Situată în ecoregiunea atlantică, aria protejată nu include niciun habitat protejat.
La baza desemnării sitului se află mai multe specii protejate de  păsări (6): caprimulg (Caprimulgus europaeus), ciocănitoare neagră (Dryocopus martius), ciocârlie de pădure (Lullula arborea), viespar (Pernis apivorus), corcodel-cu-gât-negru (Podiceps nigricollis), corcodel mic (Tachybaptus ruficollis)